# Mars analog habitat
Un hàbitat anàleg de Mart, en anglès Mars analog habitat és una de les diverses estacions de recerca històriques, existents o proposades dissenyades per simular l'entorn físic i psicològic d'una missió d'exploració marciana. Aquests hàbitats s'utilitzen per estudiar l'equipament i les tècniques que s'empraran per analitzar la superfície de Mart durant una futura missió tripulada, i l'aïllament simulat dels habitants voluntaris permet als científics estudiar els efectes mèdics i psicosocials de les missions espacials a llarg termini. Sovint es construeixen en suport d'extensos anàlegs de Mart (vegeu la llista d'anàlegs de Mart). No obstant això, de vegades els llocs naturals existents també són valorats com a anàlegs de Mart. Els hàbitats tripulats de Mart apareixen a la majoria de missions humanes a Mart; una alternativa pot ser la terraformació o la telepresència.
La ISS també s'ha descrit com un predecessor de l'expedició a Mart. En relació amb un hàbitat de Mart, es va observar que tots dos són sistemes essencialment tancats.

## Motivació científica
Els hàbitats analògics de Mart s'estableixen per preparar astronautes, enginyers i investigadors per als reptes futurs d'enviar una missió amb tripulació a Mart. Aquests anàlegs estan habitats per petits equips de voluntaris i poden funcionar en condicions "semblants a Mart" durant uns dies a més d'un any. Els hàbitats sovint es localitzen en zones que en certa forma s'assemblen a l'entorn marcià, com els deserts polars. Mentre viuen als hàbitats, els membres de la tripulació estan aïllats majoritàriament del món exterior, sobreviuen amb una dieta d'aliments liofilitzats i poden dur a terme experiments de camp mentre porten vestits espacials de protecció. Mentrestant, els investigadors analitzen les condicions mèdiques i psicològiques dels membres de la tripulació i estudien la dinàmica social i de treball en equip de la tripulació.

## Missions històriques, experiments i resultats

### Flashline Mars Arctic Research Station

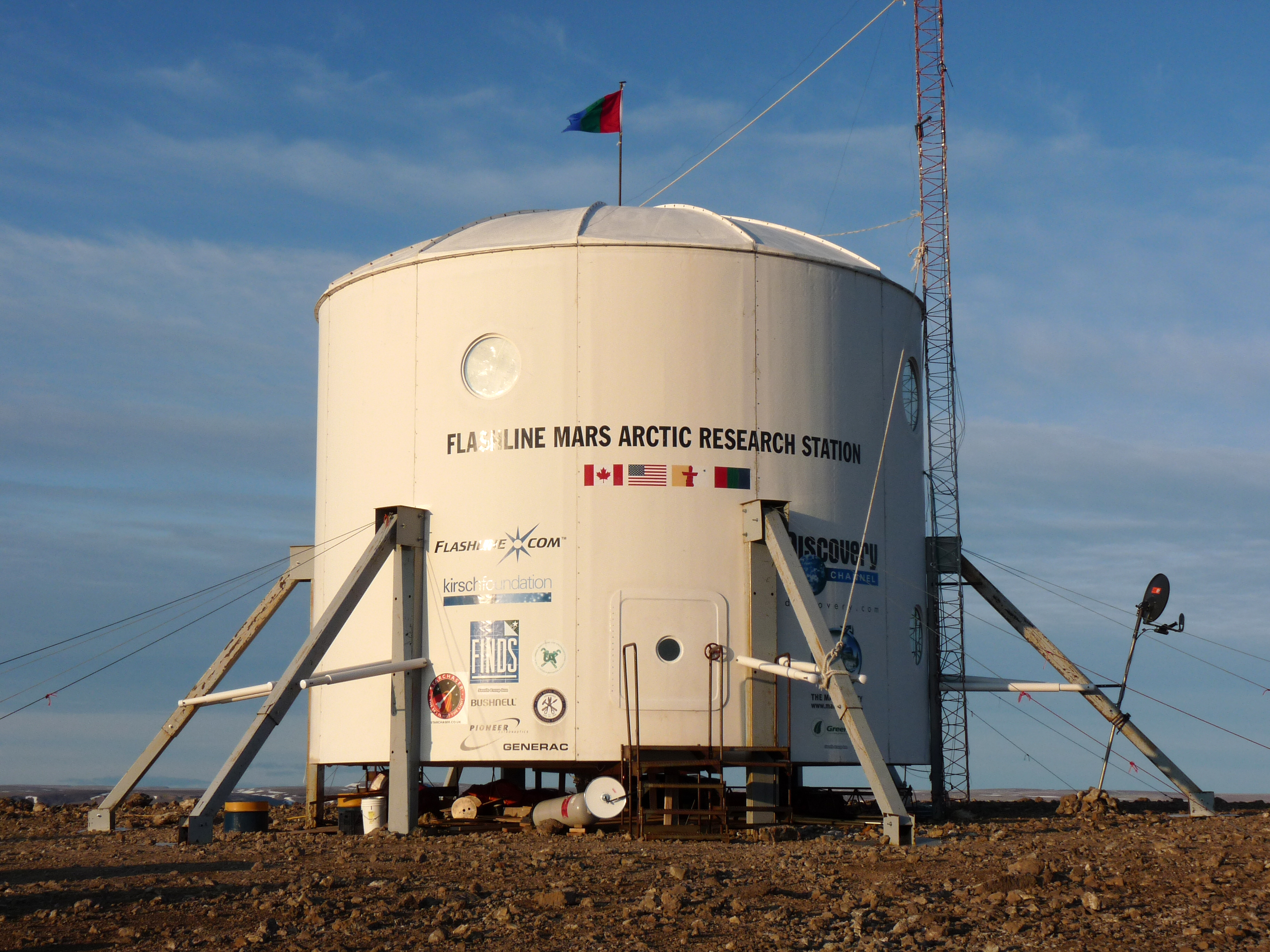
L'hàbitat FMARS al 2009

La Flashline Mars Arctic Research Station (FMARS) es va establir el 2000 al territori de Nunavut, Canadà. Aquesta estació és la primera anàloga a Mart creada per la Mars Society, un grup de defensa espacial creat a l'agost de 1998. Des del començament de les operacions de camp a l'abril de 2001, dotze tripulacions separades (formades per 6 a 7 efectius cadascuna) habitava l'estació. Tot i que la majoria de les missions van durar menys d'un mes, la FMARS Crew 11 va romandre a la simulació marciana durant 100 dies.
L'FMARS es guia per tres objectius establerts per la Mars Society: servir de banc de proves per a l'exploració humana de Mart, servir com una instal·lació de recerca útil en un lloc analògic de Mart i generar suport públic per enviar humans a Mart. Les investigacions dutes a terme per membres de la tripulació mentre vivien a l'hàbitat inclouen una anàlisi de les tècniques de detecció d’aigua subterrània. Els membres de la tripulació van instal·lar sensors sísmics al llarg del cràter Haughton mentre portaven prototips de vestits espacials, i després van provar com reaccionaven els sensors als mini-terratrèmols (produïts per un martell) per produir un mapa tridimensional del subsòl.
Experiments addicionals van examinar fins a quin punt els membres de la tripulació de l'FMARS podien treballar amb un equip de científic remot "amb base a la Terra". En un exemple, l'equip de científic remot va utilitzar imatges aèries per seleccionar deu regions d'interès científic perquè la tripulació de l'FMARS explorés i analitzés. Aquest experiment va ajudar els investigadors a determinar mètodes més eficients d'exploració i investigació de llocs d'interès sota les limitacions de comunicacions d'una missió tripulada a Mart. Un estudi realitzat a la tripulació del FMARS el juliol de 2009 va examinar les dificultats psicològiques amb què es trobaven els membres de la tripulació (especialment els efectes de l'aïllament familiar, els conflictes entre els membres de la tripulació i la dieta), així com els efectes positius de la resolució de problemes i l'exploració.

### Mars Desert Research Station

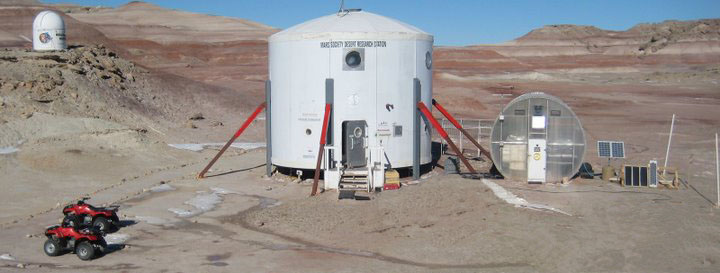
Mars Desert Research Station de la Mars Society

La Mars Desert Research Station (MDRS) és el segon hàbitat analògic de Mart establert per la Mars Society. Situat al San Rafael Swell, a Utah, l'MDRS ha estat habitat per 130 tripulacions individuals (d’aproximadament 6 membres cadascuna) entre la primera temporada de camp del desembre del 2001 i la dotzena temporada de camp que finalitza el maig del 2013. Normalment, cada tripulació roman a l'hàbitat durant una o dues setmanes. L'MDRS està menys centrat en els aspectes psicosocials de l'exploració espacial que els FMARS. En canvi, els membres de la tripulació de l'MDRS se centren en la realització d’investigacions de camp en condicions marcianes simulades.

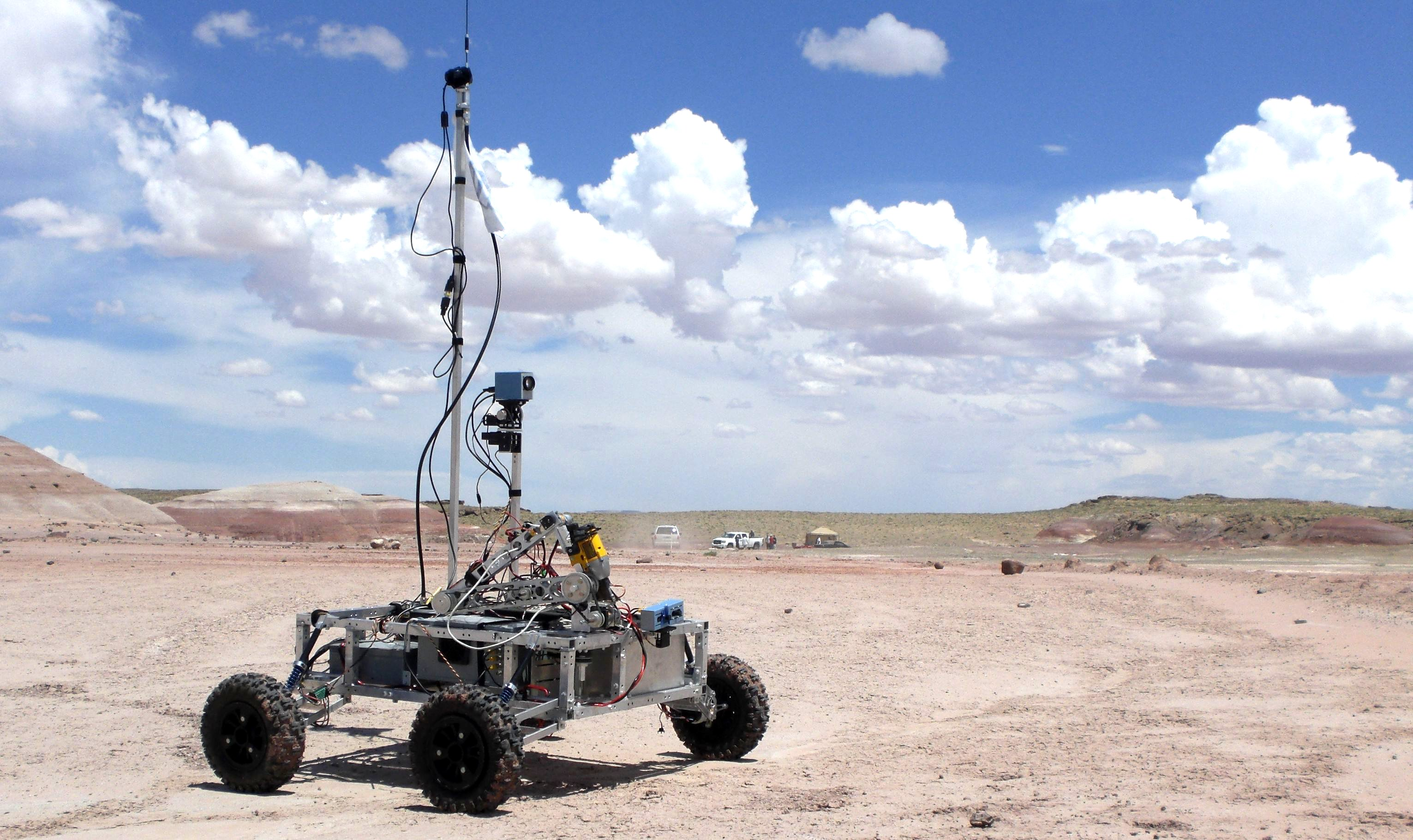
El BYU Mars Rover se sotmet a proves de camp a la Mars Desert Research Station.

Diversos resultats importants de la investigació han sortit dels experiments MDRS. Els membres de la tripulació van ser capaços de detectar metà en sòls secs del desert, desenvolupant tècniques que poguessin detectar metà - una important biosignatura - al sòl de Mart. També es va trobar que les mostres de sòl i vapor de l'hàbitat MDRS contenien quantitats significatives de metanògens, que abans no se sospitava que prosperessin en un entorn desert. Aquesta investigació va donar suport a la possibilitat de vida microbiana a Mart i va demostrar que els membres de la tripulació podien detectar aquests signes de vida durant un EVA.

### Mars-500
La missió Mars-500 va ser una sèrie d'experiments realitzats entre 2007 i 2011 i patrocinats per Rússia, l'Agència Espacial Europea i Xina. L'objectiu principal d'aquests experiments era estudiar els efectes de l’aïllament a llarg termini en una tripulació petita, de manera que es poguessin entendre millor les dificultats psicològiques d’un viatge a Mart i una estada prolongada a la seva superfície. Es van realitzar tres missions separades: un aïllament de 14 dies al novembre de 2007, un aïllament de 105 dies completat al juliol de 2009 i un aïllament de 520 dies d'abril de 2010 a octubre de 2011. A diferència d'altres missions anàlogues de Mart, Mars-500 no va prendre lloc en un entorn semblant a Mart, però en un institut de recerca de Moscou.
Un focus important de la investigació de Mars-500 ha estat el diagnòstic precoç de "dinàmiques personals adverses" que afectarien la cooperació entre la tripulació, així com el desenvolupament de mètodes per superar aquests problemes. Els investigadors van decidir que qualsevol tipus de suport psicològic en futures missions hauria de ser adaptat a cada membre de la tripulació, no només al grup en general o als subgrups que pertanyen a diferents agències espacials. Mars-500 també va trobar que la majoria dels problemes psicològics es van agreujar amb l’aïllament i la manca d'estímuls, posant l’èmfasi en la necessitat de prevenir la privació sensorial i l’avorriment
Tot i que la biòloga russa Marina Tugusheva va participar en l'experiment del 2007, es va informar que les dones van ser excloses de les missions del 2009 i del 2011 per prevenir problemes causats per la tensió sexual.(xinès) No obstant això, atesa la naturalesa multinacional de la tripulació, es van fer esforços especials per promoure una interacció eficient entre una tripulació multicultural.

### HI-SEAS
El programa de simulació i exploració espacial de Hawaii (HI-SEAS) és una sèrie de missions organitzades per la Cornell University i la Universitat de Hawaii a Manoa. L'hàbitat es troba a 8.000 peus sobre el nivell del mar a Mauna Loa, a l'illa gran de Hawaii. La primera missió HI-SEAS es va dur a terme d'abril a agost de 2013, i la van seguir una sèrie de missions posteriors.
Igual que altres missions, HI-SEAS avalua l'estat social i psicològic dels membres de la tripulació mentre viuen aïllats i realitzen treballs de camp en entorns i condicions similars a Mart. Les primeres missions es van centrar en la dieta i la nutrició dels seus tripulants. En particular, HI-SEAS va estudiar com "la ingesta d'aliments en un entorn confinat i aïllat similar al que experimentaria un astronauta durant una missió" afecta els estats d'ànim dels membres de la tripulació i les seves interaccions entre ells. Els membres de la tripulació preparen els seus propis àpats utilitzant combinacions d'ingredients estables a la plataforma i menjars preenvasats i sovint completen enquestes per determinar el seu estat d’ànim, salut i satisfacció amb el menjar. Les missions més recents s'han centrat en la composició i la comunicació de la tripulació, amb un enfocament específic en la interacció de la tripulació en missió i la tècnica de debrief de la missió.
HI-SEAS també realitza propostes de recerca presentades per investigadors externs. Com a part d’aquest esforç, HI-SEAS està provant un programari que controla el benestar psicològic mitjançant l’anàlisi de la comunicació basada en text, de manera que l'accés limitat dels futurs astronautes a l'ajuda psiquiàtrica sigui un problema menor. A més, HI-SEAS està provant la durabilitat de la roba antimicrobiana que fan servir diàriament els membres de la tripulació.

## Possibles missions futures
Les missions Flashline Mars Arctic Research Station, Mars Desert Research Station i HI-SEAS estan en curs. La FMARS llançarà una missió d’un any (Mars Arctic 365) a l'agost del 2014. Igual que en missions anteriors, la Mars Arctic 365 estarà formada per sis voluntaris amb habilitats en camps com la geologia, la bioquímica, la microbiologia i l'enginyeria, tots els quals duran a terme investigacions sobre el terreny en condicions similars a Mart mentre estan en contacte amb equips de suport remot. La MDRS ha programat missions addicionals a curt termini fins al maig del 2014.
La Mars Society ha planejat establir dos hàbitats més en llocs desèrtics semblants a Mart: la European Mars Analog Research Station a Islàndia i la Australia Mars Analog Research Station a l'interior d'Austràlia. While these stations were to be built in 2003, neither has moved past the planning stages, and the future of the missions is unclear.